# توباغار
توباغار هي بلدة في مقاطعة جاندار في ولاية بخارى في أوزبكستان.